# Gramática

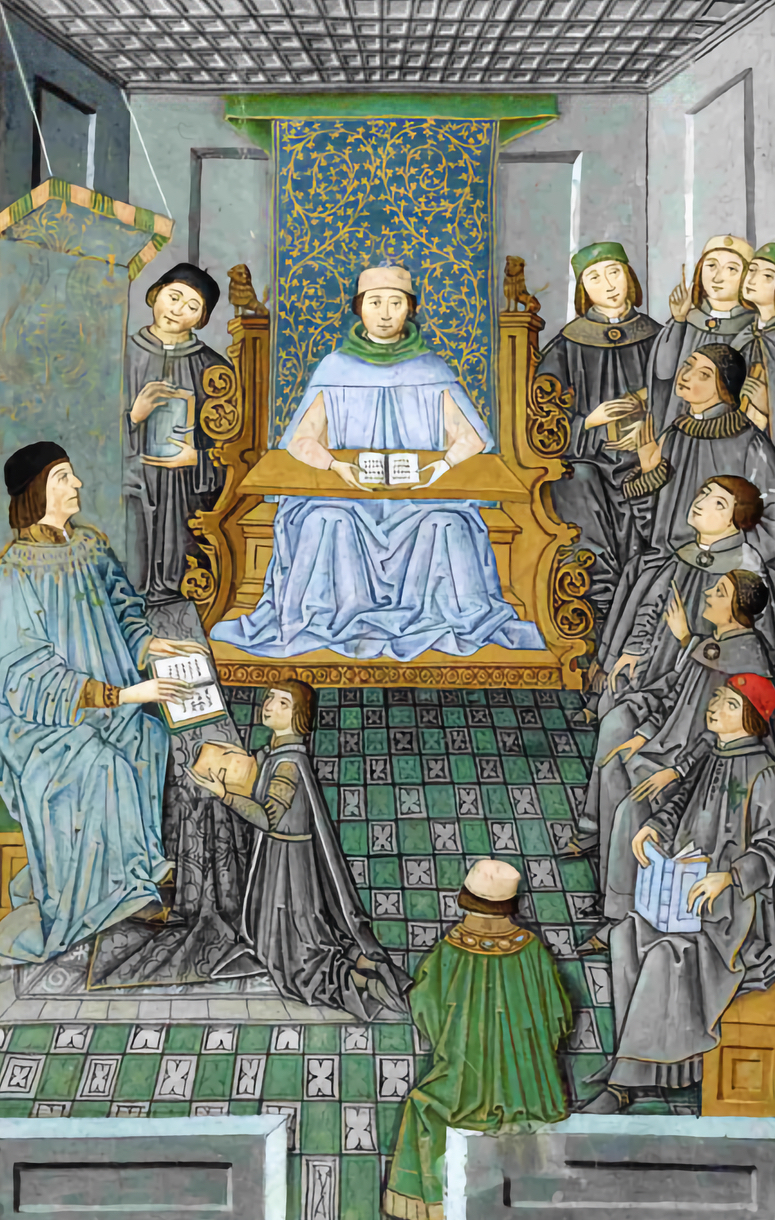
Antonio de Nebrija impartiendo gramática en presencia del mecenas Juan de Zúñiga. Miniatura de las Introductiones latinae, 1481.

La gramática es el estudio de las reglas y principios que gobiernan el uso de las lenguas y la organización de las palabras dentro de unas oraciones y otro tipo de constituyentes sintácticos. También se denomina así al conjunto de reglas y principios que gobiernan el uso de una lengua concreta; así, cada lengua tiene su propia gramática.
La gramática es parte del estudio general del lenguaje denominado lingüística. Clásicamente, el estudio de la lengua se divide en cuatro niveles:
- Nivel fónico (fonético y fonológico).
- Nivel morfológico.
- Nivel sintáctico.
- Nivel léxico y semántico.

No obstante, se pueden añadir otros niveles, tales como:
- Nivel pragmático.
- Nivel discursivo.

A veces se restringe el uso del término gramática a las reglas y principios que definen la morfología y la sintaxis. Sin embargo, la separación de los niveles no es totalmente nítida por diversas razones, como que ciertas reglas gramaticales se realizan en el nivel fonético-fonológico, o que existen parámetros o criterios semánticos que sirven para decidir cuándo una determinada construcción se considera gramatical. Algunas tendencias de la lingüística moderna representan un regreso a los temas de la gramática tradicional desde nuevos puntos de vista.
Las partes centrales de la gramática han sido tradicionalmente la enseñanza de las partes del discurso y las categorías gramaticales, así como la enseñanza de las reglas generales para combinar palabras en unidades más largas (combinaciones de palabras, oraciones) y la estructura de estas unidades del discurso, la sintaxis.

## Distintos sentidos degramática
El término «gramática» también puede describir el comportamiento lingüístico de grupos de hablantes y escritores, en lugar de individuos. Las diferencias de escala son importantes para este sentido de la palabra: por ejemplo, el término «gramática inglesa» podría referirse a toda la gramática inglesa (es decir, a las gramáticas de todos los hablantes de la lengua), en cuyo caso el término abarca una gran cantidad de variación. A menor escala, puede referirse solo a lo que comparten las gramáticas de todos o de la mayoría de los hablantes de inglés (como el orden de las palabras Sujeto verbo objeto en la oraciones declarativas simples). En la escala más pequeña, este sentido de «gramática» puede describir las convenciones de una sola forma de inglés relativamente bien definida.
Una descripción, un estudio o un análisis de estas reglas también puede denominarse gramática. Un libro de referencia que describe la gramática de una lengua se denomina «gramática de referencia» o simplemente «gramática». Una gramática totalmente explícita que describe exhaustivamente las construcciones gramáticas de una determinada variedad de habla se denomina gramática descriptiva. Este tipo de descripción lingüística contrasta con la prescripción lingüística, un intento de desalentar o suprimir activamente algunas construcciones gramaticales, mientras que codifica y promueve otras, ya sea en un sentido absoluto o sobre una variedad estándar. Por ejemplo, algunos prescriptivistas sostienen que las oraciones en inglés no deben terminar con preposiciones, prohibición que se remonta a John Dryden (13 de abril de 1668 - enero de 1688), cuya inexplicable objeción a esta práctica quizá llevó a otros angloparlantes a evitar la construcción y a desaconsejar su uso. Sin embargo, la encadenación de preposiciones tiene una larga historia en idiomas germánicos como el inglés, donde está tan extendida como para ser un uso estándar.
Fuera de la lingüística, el término gramática se utiliza a menudo en un sentido bastante diferente. Puede utilizarse de forma más amplia para incluir las convenciones de ortografía y puntuación, que los lingüistas no suelen considerar como parte de la gramática, sino como parte de la ortografía, la convenciones utilizada para escribir una lengua. También puede usarse de forma más restringida para referirse a un conjunto de normas prescriptivas únicamente, excluyendo aquellos aspectos de la gramática de una lengua que no están sujetos a variación o al debate sobre su aceptabilidad normativa. Para los no lingüistas, «La gramática es a menudo una forma genérica de referirse a cualquier aspecto del inglés al que la gente se opone».

## Etimología
El término gramática deriva del latín grammatĭca, y este del vocablo griego γραμματικῆ [τέχνη] (grammatikḗ tékhne), donde tékhne significaba «arte» o «técnica» y grammatikḗ, derivado de γράμμα (grámma, «letra»), significaba «de las letras». Para los griegos antiguos, este «arte de las letras» abarcaba todos los aspectos del discurso: ortografía, sintaxis, interpretación de los textos e incluso la crítica literaria; es decir, englobaba buena parte de lo que hoy diferenciamos como filología, como gramática y como retórica.
Fue Dionisio de Tracia, en su Tékhne Grammatiké (siglo I a. C.), el que estableció una terminología que heredarían las gramáticas occidentales posteriores, a partir de las latinas. Los romanos antiguos, con Elio Donato a la cabeza, crearon el término litteratura (de littera, «letra») que reservaron para la parte histórica e interpretativa, mientras que conservaron el helenismo grammatica para el conjunto de normas y reglas.

## Historia de la teoría gramatical

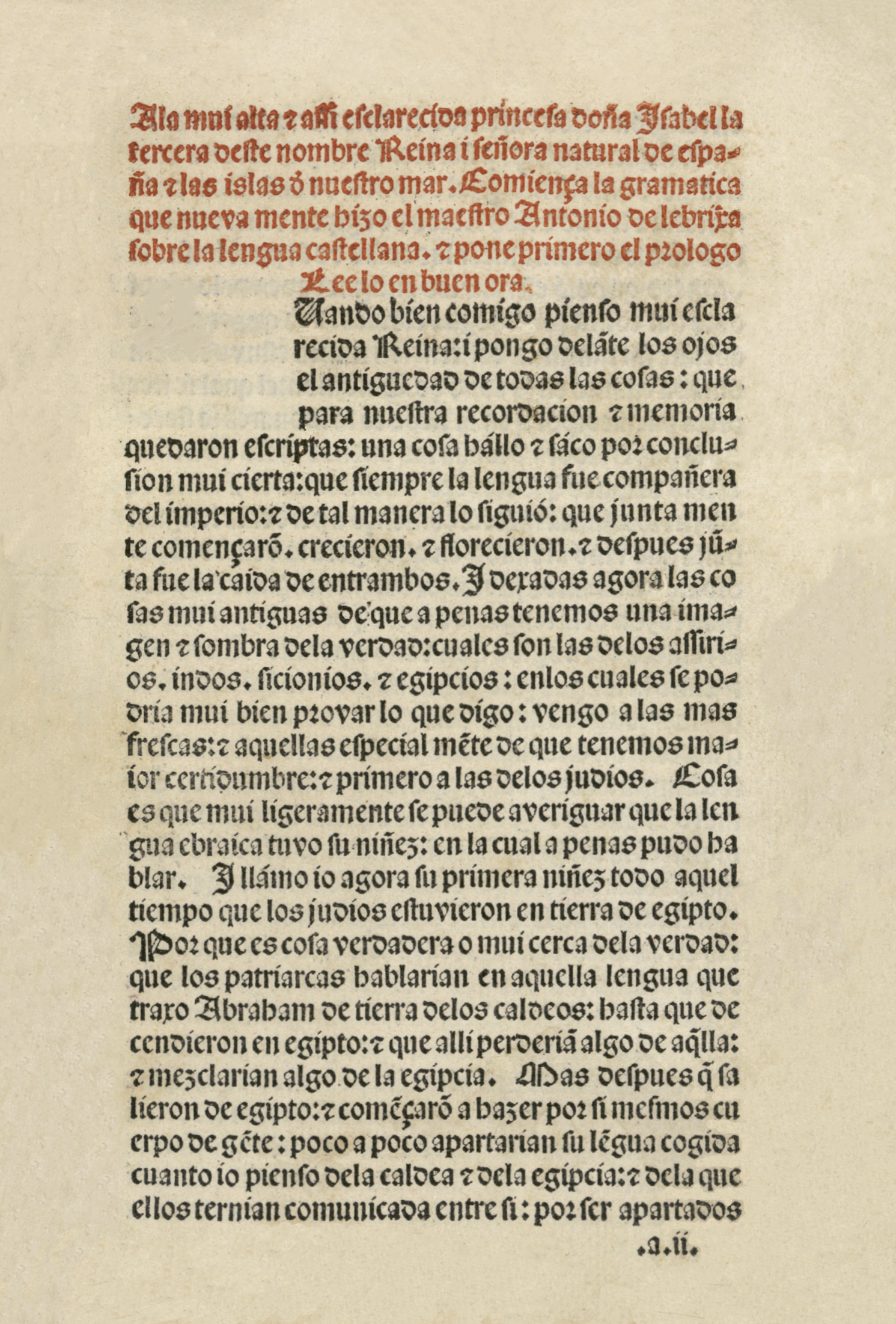
Portada de la Gramática castellana de Antonio de Nebrija,1492

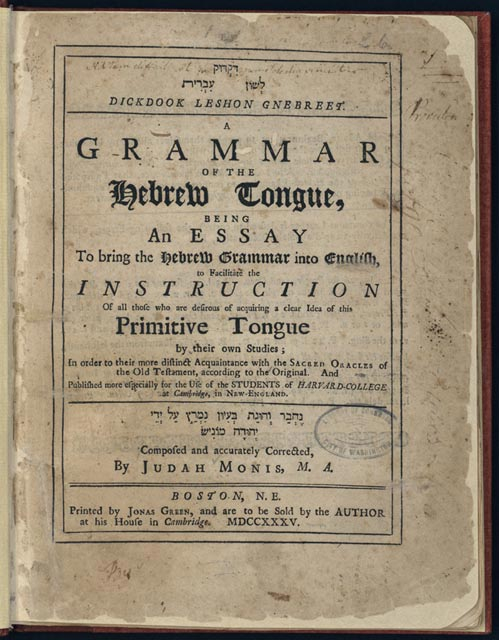
Gramática hebrea por Judah Monis, publicada por primera vez en 1735 para los alumnos de Harvard

La gramática formal es una codificación del uso desarrollada basándose en la observación. Al establecerse y desarrollarse las reglas, pudo aparecer el concepto prescriptivo, que a menudo creó una brecha entre el uso contemporáneo y lo aceptado como correcto. Los lingüistas consideran normalmente que la gramática prescriptiva no tiene justificación alguna más allá del gusto estético de sus autores. De cualquier forma, las prescripciones permiten a la sociolingüística explicar las razones por las que un determinado grupo social utiliza construcciones diferenciales.
El estudio formal de la gramática es una parte importante de la educación desde la edad temprana hasta el aprendizaje avanzado, aunque las reglas que se enseñan en las escuelas no constituyen una gramática en el sentido en que los lingüistas utilizan el término, ya que son prescriptivas antes que descriptivas.
La teoría gramatical ha evolucionado a través del uso y la división de las poblaciones humanas. Las reglas sobre el uso del lenguaje fueron estudiadas sobre todo con el advenimiento de la escritura. Las primeras gramáticas sistemáticas surgieron en la Edad del Hierro en el subcontinente indio, con Iaska (siglo VI a. C.), Pāṇini (siglo IV a. C.) y sus comentaristas Pingala (c. 200  a. C)., Katyayana y Patanjali (siglo II a. C.). La gramática más antigua que se conoce es el Astadhiai (Aṣṭādhyāyī), un estudio sobre el sánscrito, escrito por Pāṇini, hacia el año 480 a. C.
En Occidente, la gramática surgió como una disciplina durante el período helenístico, del siglo III a. C. en adelante, con autores como Riano y Aristarco de Samotracia. Aunque Sócrates, Aristóteles y otros sabios de la Antigüedad disertaron sobre la gramática, el primer tratado completo de gramática griega fue el que compuso Crates de Malos (siglo II a. C.). En Grecia, la gramática era labor del filósofo educador: este usaba la gramática para educar a los jóvenes y para contar con un medio expresivo. Como indica el filólogo Manuel Quirós: «Contrario a los sofistas, Aristóteles y Platón tienen una consideración estilística sobre la gramática […]; para ambos no es un asunto filosófico, sino meramente expresivo».
En Roma, el interés por la gramática se relacionaba con lo jurídico. Se considera que la Tékhne Grammatiké (Τέχνη Γραμματική), atribuida a Dionisio de Tracia (c. 100 a. C.), es la primera gramática, en términos modernos, escrita sobre una lengua europea. La gramática latina se desarrolló siguiendo modelos griegos desde el siglo I a. C., gracias a la obra de autores como Orbili Pupil, Palemnó, Marco Valerio Probe, Verri Flaco y Aemilius Asper. Elio Estilón Preconio fue el iniciador en Roma, con los signos críticos  utilizados por los alejandrinos, además de haber sido maestro de Varrón, quien trata la etimología, flexión declinativa, conjugación, sintaxis y analogía en su obra De lingua latina. Como señala Quirós, el primer manual de gramática fue escrito por Remio Palemón. Por otra parte, el Ars Grammatica de Elio Donato (siglo IV) fue dominante en los estudios gramaticales durante la Edad Media.
Tolkāppiyam es la primera gramática del tamil, escrita entre los años 200 y 100 a. C. En el siglo VII surgió una gramática del irlandés, el Auraicept na n-Éces.
La gramática árabe surgió en el siglo VI con Abu al-Aswad al-Du'ali, que a su vez recibió las enseñanzas de Ali Ibn Abi Talib, cuarto califa histórico del islam y primer imán para los musulmanes chiitas.
Los primeros tratados de gramática hebrea aparecieron a la Alta Edad Media, en el contexto del Mishná (exégesis de la Biblia hebrea ). Judah ben David Hayyug desarrolló teorías y estudios sobre la gramática hebrea en el siglo X, y se le considera el padre de la gramática científica hebrea. La tradición caraíta se originó en el Bagdad abásida. El Diqduq (siglo X) es uno de los primeros comentarios gramaticales sobre la Biblia hebrea. Ibn Barun el siglo XII compara la lengua hebrea con el árabe en la tradición gramatical islámica .
Como parte del Trivium de las siete artes liberales, la gramática se enseñó como una disciplina central en toda la Edad Media, a raíz de la influencia de los autores de la Antigüedad tardía, como Prisciano. El tratamiento de las lenguas vernáculas comenzó gradualmente durante la Alta Edad Media, con obras aisladas, como el Primer tratado gramatical del islandés antiguo (Fyrsta málfræðiritgerðin), pero se hizo influyente solo en los períodos del Renacimiento y del Barroco.
En 1437, Leon Battista Alberti escribió la primera gramática del italiano, con el título Grammatichetta Vaticana (Grammatica della lingua toscana), considerada la primera gramática de una lengua romance moderna.
En 1486, Antonio de Nebrija publicó Introducciones latinas: contrapuesto el romance al latín, y la primera gramática castellana, Gramática Castellana, en 1492. La Gramática fue redactada en la localidad extremeña de Zalamea de la Serena.
Giovanni Francesco Fortunio desarrolló la primera gramática italiana impresa en tipos móviles, con el título Regole grammaticali della volgar lingua (Reglas gramaticales del idioma vulgar) en 1516, basado en obras de Dante Alighieri, Francesco Petrarca y Giovanni Boccaccio.
En el siglo  XVI, durante el Renacimiento italiano, el Questione della lingua fue el debate sobre el estado y la forma ideal del italiano, iniciado por la obra de Dante de vulgari eloquentia (Pietro Bembo, Prose della volgar lingua Venecia 1525). La primera gramática del esloveno fue escrita en 1584 por Adam Bohorič.
Las gramáticas de lenguas no europeas comenzaron a ser recopiladas con fines de evangelización y traducciones de la Biblia a partir del siglo  XVI, como por ejemplo Grammatica o Arte de la Lengua General de los Indios de los Reynos del Perú (1560), y una gramática quechua por Domingo de Santo Tomás.
En 1643 apareció la Grammatica sclavonica de Ivan Ujevitx y, en 1762 se publicó también la Short Introduction to English Grammar de Robert Lowther. La Grammatisch-Kritisches Wörterbuch der Hochdeutsch Mundart, una gramática del alto alemán en cinco volúmenes, escrita por Johann Christoph Adelung, apareció en 1774.
Desde la última parte del siglo XVIII, la gramática llegó a ser entendida como un subcampo de la disciplina emergente de la lingüística moderna. La gramática serbia de Vuk Stefanović Karadžić llegó en 1814, mientras que la Deutsche Grammatik de los Hermanos Grimm fue publicada por primera vez en 1818. La Gramática Comparada de Franz Bopp, que se publicó en 1833, es el punto de partida de la moderna lingüística comparativa.
Los lenguajes construidos son muy comunes en la actualidad. Muchos —como el esperanto— fueron diseñados para ayudar en la comunicación humana, o el lojban, altamente compatible con lenguajes artificiales. También se han creado lenguajes como parte de un mundo de ficción (como el klingon y el quenya), y cada uno de ellos tiene su propia gramática.

## Orígenes de la gramática moderna
El sistema de nociones y categorías de la gramática moderna, hasta la terminología (nombres de partes de la oración, casos, etc.) se remonta a la tradición lingüística antigua (griegos - Aristóteles, estoicos, escuela alejandrina; romanos - Varrón (116-27 a. C.)].
Los métodos modernos de gramática tienen su origen en la tradición lingüística india (en los escritos de Artes liberales de mediados del primer milenio a. C.). En la Edad Media era una de las Siete Artes Libres. Siendo a la vez descriptiva y normativa, implica el estudio de los textos clásicos y una determinada concepción del lenguaje; la lengua, identificada con el latín, aparece como una forma potencialmente eterna, directamente relacionada con los mecanismos del pensamiento. Hasta finales del siglo XII, se utilizaron en la enseñanza los libros de texto latinos tardíos de Donatus y Prisciano, y solo entonces aparecieron las primeras gramáticas originales como el Doctrinale las de Alexandre de Villedieu y el Grecismus de Eberhard de Bethune).
- Los filólogos europeos del renacimiento y la época del Siglo de las Luces trasladaron conceptos y categorías de la gramática latina a las gramáticas de las nuevas lenguas (por ejemplo, en las primeras gramáticas del eslavo eclesiástico: 1591, 1596).
- En los siglos XVII-XVIII aumenta enormemente el interés por los fundamentos lógicos y filosóficos de la teoría de la gramática (el problema de la gramática «universal»).
- El desarrollo de la investigación tipológica y la creación de las primeras clasificaciones morfológicas de las lenguas del mundo (a principios del siglo XIX) dieron lugar a la creación de sistemas conceptuales diferenciados para describir lenguas de diferentes estructuras; el trabajo sistemático en esta dirección fue iniciado por Heymann Steinthal y continuado por jóvenes gramáticos.
- En las gramáticas descriptivas de lenguas específicas, la idea de emancipación de la gramática de las nuevas lenguas de la tradición gramatical latina-griega penetró esencialmente solo a principios del siglo XX. En particular, la gramática rusa utilizó el sistema de conceptos gramaticales desarrollado por F. F. Fortunatov.
- Las principales líneas de desarrollo de la gramática en el siglo XX se referían no tanto a los métodos de descripción de lenguas concretas (aunque también se prestó suficiente atención a este aspecto, por ejemplo, dentro de la lingüística descriptiva), como a los problemas de la teoría gramatical.

## Límites entre la gramática y otras disciplinas lingüísticas
La semántica, la lexicología y la fonética no suelen estar incluidas en la gramática y se le oponen. Sin embargo, en algunas concepciones de la gramática, su alcance se entiende de forma amplia y se incluyen la  semántica gramatical, la morfonología (que incluye la morfonología segmentaria, la acentología y la entonología, es decir, la ciencia de la tonación) y la derivatología (la ciencia de la formación de las palabras), situadas en el límite de la gramática y, respectivamente, de la semántica, la fonética y la lexicología.

## Tipos de gramática
Entre los principales tipos de gramática o enfoques en el estudio de la gramática se encuentran los siguientes:
- La gramática prescriptiva, o gramática normativa, es la que presenta normas de uso para un lenguaje específico, desaconsejando ciertas construcciones. La gramática tradicional es típicamente prescriptiva. Este tipo de gramática está basada usualmente en el dialecto de prestigio de una comunidad hablante, y desaconseja a menudo especialmente ciertas construcciones que son comunes entre los grupos socioeconómicos bajos, y que pueden o no usarse también en grupos sociales más altos. Aunque la gramática prescriptiva aún suele utilizarse en pedagogía y en la enseñanza de lenguas extranjeras, ha perdido peso en la lingüística académica moderna, y actualmente describe solamente un subconjunto del uso de la lengua.
- La gramática descriptiva intenta describir el uso real de una lengua, evitando juzgar en forma prescriptiva. Se vincula a una determinada comunidad hablante y pretende entender las reglas de uso para esa comunidad.
- La gramática tradicional es la colección de ideas acerca de la gramática que las sociedades occidentales han heredado de Grecia y Roma. La gramática prescriptiva es formulada usualmente en términos de los conceptos descriptivos heredados de la gramática tradicional.
- La gramática funcional es una visión general sobre la organización del lenguaje natural, formulada por Simon Dik, que contempla tres normas básicas de adecuación: la tipológica, que implica la aplicación de reglas a cualquier lengua, la pragmática, que promueve la aplicación de los enunciados a la interacción en la comunicación, y la psicológica, por la que trata de ser compatible con los mecanismos psicológicos involucrados en el procesamiento de un lenguaje natural.[38]
- La gramática generativa es un enfoque formal para el estudio sintáctico de las lenguas que puede en algunos sentidos generar las expresiones bien construidas de una lengua natural. Una rama de la teoría lingüística (psicolingüística) se basa en la gramática generativa, promovida por Noam Chomsky. Se puede subdividir en:
  - Gramática generativa transformacional
  - Gramática sistémica funcional
  - Principios y Parámetros
  - Gramática léxico-funcional
  - Gramática sintagmática generalizada
  - Gramática sintagmática nuclear
  - Gramática de la dependencia
  - Gramática del rol y la referencia
- Las gramáticas formales aparecen en lingüística computacional, aunque son aplicables indirectamente a las lenguas naturales. La sintaxis de cada lenguaje de programación se define de hecho por una gramática formal. En teoría de la informática y en matemática, la gramática formal define lenguajes formales. La Jerarquía de Chomsky describe varias clases importantes de gramática formal.

Los lingüistas consideran normalmente que la gramática prescriptiva no tiene ninguna justificación más allá del gusto estético de sus autores. De todos modos, las prescripciones permiten a la sociolingüística explicar las razones por las cuales uno determinado grupo social utiliza construcciones diferenciales.
El estudio formal de la gramática es una parte importante de la educación, desde niños hasta el aprendizaje avanzado, a pesar de que las reglas que se enseñan en las escuelas no constituyen una gramática en el sentido en que los lingüistas utilizan el término, puesto que son prescriptivas, más que descriptivas.

## Gramática del idioma español

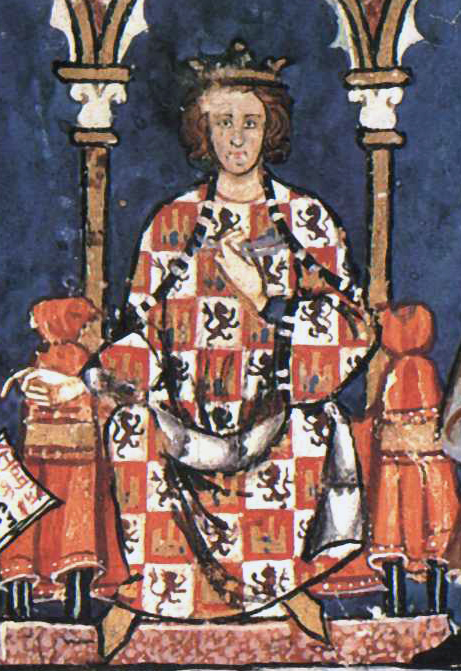
Retrato del monarca medieval de Castilla Alfonso X el Sabio, primero en fijar una norma escrita para la lengua española y en utilizarla para documentos oficiales y obras científicas.

La gramática del idioma español posee numerosas similitudes con la de las otras lenguas romances. El idioma español es una lengua flexiva de tipo fusionante, por lo que en las oraciones se usa con gran frecuencia la flexión para indicar las relaciones entre sus elementos. De todas formas, al igual que muchas lenguas fusionantes, también utiliza preposiciones que sirven de nexo y son invariables. Por la forma en que se marcan los argumentos de los verbos transitivos e intransitivos, se agrupa dentro de las lenguas nominativo-acusativas con algunos rasgos de ergatividad escindida. Sintácticamente el español es una lengua de núcleo inicial altamente consistente.

### Unidades fundamentales del análisis gramatical de la lengua española
La Real Academia Española, en su manual titulado Nueva Gramática de la Lengua Española, publicado en el año 2010, reconoce seis unidades fundamentales del análisis gramatical del idioma español. Son:
- Unidades fónicas
- Unidades morfológicas
- Unidades sintácticas: las clases de palabras
- Unidades sintácticas: los grupos sintácticos
- Unidades sintácticas: las funciones
- Unidades sintácticas: la oración

## Casos gramaticales
En lingüística, el caso gramatical es un estado de flexión de la palabra; determinadas palabras (como nombres, adjetivos, o pronombres) adoptan diferentes formas según la función que cumplen en la frase, generalmente con la adicción de un sufijo. Las lenguas que utilizan el sistema de casos son llamadas lenguas flexivas. Muchas lenguas indoeuropeas son o habían sido lenguas flexivas. El ejemplo más conocido es el latín. Prácticamente la totalidad de las lenguas eslavas mantienen el sistema de casos, así como el vasco, el griego y el turco, entre otros. Tanto las lenguas románicas como las lenguas germánicas presentan una pérdida evolutiva de los casos gramaticales, el catalán, por ejemplo, solo presenta una flexión de caso residual en los pronombres personales (jo, em, mi, ...), el inglés también ha perdido el sistema de casos, y hoy en día solo conserva el llamado genitivo sajón, que algunos lingüistas modernos han dejado de reconocer como caso gramatical.
Los sustantivos se suelen agrupar según la declinación a la que pertenecen, en el caso del latín, por ejemplo, existen cinco declinaciones que se subdividen en seis casos por declinación.
No todos los casos se presentan de la misma manera a todas las lenguas flexivas. Suele variar la cantidad de casos que se emplean como los seis ya mencionados del latín, los dieciocho del húngaro, pasando por los quince del finés, los seis del ruso, los cinco del griego antiguo o los cuatro del moderno, los cuatro del alemán y los tres del árabe, por ejemplo. También varía el tipo de casos que se utilizan, aunque los más habituales son el nominativo, el genitivo y el acusativo.

## Elementos gramaticales
- Adjetivo
- Adjunto sintáctico
- Adverbio
- Artículo
- Aspecto gramatical
- Caso gramatical
- Categoría gramatical
- Clítico
- Compuesto
- Complemento
  - Complemento circunstancial
  - Complemento de régimen
  - Complemento directo
  - Complemento indirecto
- Conjugación
- Conjunción
- Concordancia gramatical
- Flexión
- Género
- Gerundio
- Imperativo
- Infinitivo
- Interjección
- Modificador directo
- Modificador verbal
- Negación
- Nombre colectivo
- Número
- Oración
- Partícula modal
- Plural
- Postposición
- Predicado
- Predicativo
- Preposición
- Pronombre
- Pronombre personal
- Singular
- Sintagma
- Sintaxis
- Sujeto
- Superlativo
- Sustantivo
- Tiempo gramatical
- Verbo
  - Verbo auxiliar
  - Verbo ditransitivo
  - Verbo transitivo

### Gramáticas de lenguas específicas
- Gramática del alemán
- Gramática del catalán
- Gramática del chino mandarín
- Gramática del español
- Gramática del esperanto
- Gramática del francés
- Gramática del griego antiguo
- Gramática del ido
- Gramática del inglés
- Gramática del italiano
- Gramática del japonés
- Gramática del latín
- Gramática del náhuatl
- Gramática del pipil o náhuat
- Gramática del quechua sureño
- Gramática del ruso

### Conceptos relacionados
- Jerarquía de Chomsky
- Tipología lingüística
- Gramática transformacional